# Torneo Clausura 2022 (Liga Chacarera de Fútbol)
El Torneo Clausura 2022, también denominado Torneo Clausura "Copa Ministerio de la Vivienda y Urbanismo de Catamarca" (por motivos de patrocinio), es organizado por la Liga Chacarera de Fútbol, será la última competición del 2022. Iniciará en el 30 de septiembre y finalizó el 21 de noviembre.
Lo disputaron los dieciocho equipos pertenecientes al fútbol chacarero, es decir los 11 que militan en la Primera División, más los 7 equipos que juegan en la Primera B.
El premio para este torneo fueron 6 millones de pesos, que se repartieron entre los mejores 4 equipos.

## Formato
Los 18 equipos participantes se dividieron en tres grupos de seis equipos cada uno. Dentro de cada grupo, cada equipo jugará cinco partidos, uno contra cada uno de los demás miembros del grupo. Según el resultado de cada partido se otorgaron tres puntos al ganador, uno a cada equipo en caso de empate y ninguno al perdedor.
Pasaran a la siguiente ronda los dos equipos de cada grupo mejor clasificados y los dos mejores terceros. El orden de clasificación se determinó teniendo en cuenta los siguientes criterios, en orden de preferencia:
- 1) Mayor cantidad de puntos.
- 2) Mejor performance en los partidos que se enfrentaron entre sí en cada etapa; en caso de igualdad;
- 3) Mayor diferencia de goles; en caso de igualdad;
- 4) Mayor cantidad de goles a favor; en caso de igualdad;
- 5) Sorteo.

En caso de que la igualdad, sea de más de dos equipos, esta se dejará reducida a dos clubes, de acuerdo al orden de clasificación de los equipos determinado anteriormente.
La segunda ronda incluirá todas las fases desde los cuartos de final hasta la Final. El ganador de cada partido avanzará a la siguiente fase, y el perdedor quedará eliminado. En el partido final el campeón obtuvo el título y un importante premio en efectivo.
En caso de empate, luego de los 90 minutos de juego, el partido se definirá por una tanda de cinco lanzamientos penales. El equipo que menos falle será el ganador. De proseguir el empate, luego de esta tanda de penales, se recurrió a la ejecución de un nuevo lanzamiento por cada equipo, repitiéndose hasta que un equipo haya aventajado al otro habiendo ejecutado ambos el mismo número de tiros.

## Equipos participantes
| Zona   | Nombre del club                                 | Ciudad                              | Departamento        |
| ------ | ----------------------------------------------- | ----------------------------------- | ------------------- |
| Norte  | Club Defensores de Esquiú                       | San José de Piedra Blanca           | Fray Mamerto Esquiú |
| Norte  | Club Atlético Independiente                     | San Antonio                         | Fray Mamerto Esquiú |
| Norte  | Club Deportivo Juventud Unida                   | La Falda de San Antonio             | Fray Mamerto Esquiú |
| Norte  | Centro Cultural y Deportivo La Carrera          | La Carrera                          | Fray Mamerto Esquiú |
| Norte  | Club Atlético La Tercena                        | La Tercena                          | Fray Mamerto Esquiú |
| Norte  | Club Social, Cultural y Deportivo Las Pirquitas | Villa Las Pirquitas                 | Fray Mamerto Esquiú |
| Centro | Club Ateneo Mariano Moreno                      | Villa Dolores                       | Valle Viejo         |
| Centro | Club Deportivo Coronel Daza                     | Banda de Varela                     | Capital             |
| Centro | Club Social y Deportivo La Merced               | La Merced                           | Paclín              |
| Centro | Club Sportivo Social Rojas                      | Santa Rosa                          | Valle Viejo         |
| Centro | Club Social y Deportivo San Antonio             | San Antonio                         | Fray Mamerto Esquiú |
| Centro | Club Sportivo Villa Dolores                     | Villa Dolores                       | Valle Viejo         |
| Sur    | Club Deportivo Sumalao                          | Sumalao                             | Valle Viejo         |
| Sur    | Club Social, Cultural y Deportivo El Auténtico  | San Fernando del Valle de Catamarca | Capital             |
| Sur    | Club Social, Cultural y Deportivo La Estación   | Miraflores                          | Capayán             |
| Sur    | Club Sportivo Los Sureños                       | Pozo El Mistol                      | Valle Viejo         |
| Sur    | Club Obreros de San Isidro                      | San Isidro                          | Valle Viejo         |
| Sur    | Club Atlético San Martín                        | El Bañado                           | Valle Viejo         |

### Distribución geográfica de los equipos
| Departamento        | Cant. | Equipos |
| ------------------- | ----- | --- |
| Fray Mamerto Esquiú | 7     | Defensores de Esquiú, Independiente (SA), Juventud Unida (LF), La Carrera, La Tercena, Las Pirquitas y Social San Antonio          |
| Valle Viejo         | 7     | Ateneo Mariano Moreno, Deportivo Sumalao, Los Sureños, Obreros de San Isidro, San Martín (El Bañado), Social Rojas y Villa Dolores |
| Capital             | 2     | Coronel Daza y El Auténtico |
| Capayán             | 1     | La Estación (M) |
| Paclín              | 1     | La Merced |

## Entrenadores
| Equipo                      | Entrenador (fechas)            |
| --------------------------- | ------------------------------ |
| Ateneo Mariano Moreno       | Juan Carlos Gómez (1-presente) |
| Coronel Daza                | Marcelo Arias (1-presente)     |
| Defensores de Esquiú        | Julio Jaime (1-presente)       |
| Deportivo Sumalao           | Marcelo Cano (1-presente)      |
| El Auténtico                | Emanuel Godoy (1-presente)     |
| Independiente (San Antonio) | Mario Chazarreta (1-presente)  |
| Juventud Unida de La Falda  | Héctor Collantes (1-presente)  |
| La Carrera                  | Raúl Vega (1-presente)         |
| La Estación (Miraflores)    | Horacio Fernández (1-presente) |
| La Merced                   | Ramón Narváez (1-presente)     |
| La Tercena                  | Ramón Chazarreta (1-presente)  |
| Las Pirquitas               | Marcos Lobos (1-presente)      |
| Los Sureños                 | Ricardo Martínez (1-presente)  |
| Obreros de San Isidro       | Darío Luján (1-presente)       |
| San Martín (El Bañado)      | Gustavo Quinteros (1-presente) |
| Social Rojas                | Walter Juárez (1-presente)     |
| Social San Antonio          | Juan Vega (1-presente)         |
| Villa Dolores               | Raúl Herrera (1-presente)      |

## Estadios
| | | | | |
| | | | | |
| Estadio Primo Antonio Prevedello Ciudad: San Isidro Capacidad: 6 000 espectadores Propietario: Liga Chacarera de Fútbol | Estadio Jorge César Vargas Ciudad: Banda de Varela Capacidad: 1 500 espectadores Propietario: Club Deportivo Coronel Daza | Estadio Diego Armando Maradona Ciudad: La Merced Capacidad: 1 000 espectadores Propietario: Club Social y Deportivo La Merced | Estadio Defensores de Esquiú Ciudad: San José de Piedra Blanca Capacidad: 800 espectadores Propietario: Club Defensores de Esquiú | Estadio Las Pirquitas Ciudad: Villa Las Pirquitas Capacidad: 500 espectadores Propietario: Club S. C. y Deportivo Las Pirquitas |

## Fase clasificatoria

### Zona Norte

#### Tabla de posiciones
| Pos. | Equipo                      | Pts. | PJ | PG | PE | PP | GF | GC | Dif. |
| ---- | --------------------------- | ---- | -- | -- | -- | -- | -- | -- | ---- |
| 1.º  | Defensores de Esquiú        | 11   | 5  | 3  | 2  | 0  | 7  | 4  | 3    |
| 2.º  | Juventud Unida de La Falda  | 8    | 5  | 2  | 2  | 1  | 3  | 2  | 1    |
| 3.º  | La Tercena                  | 6    | 5  | 1  | 3  | 1  | 3  | 3  | 0    |
| 4.º  | Independiente (San Antonio) | 5    | 5  | 1  | 2  | 2  | 6  | 6  | 0    |
| 5.º  | La Carrera                  | 5    | 5  | 1  | 2  | 2  | 5  | 7  | −2   |
| 6.º  | Las Pirquitas               | 3    | 5  | 0  | 3  | 2  | 5  | 7  | −2   |

|  | Clasifican a cuartos de final. |

|  |

#### Evolución de las posiciones
| Equipo / Fecha              | 1 | 2 | 3 | 4 | 5 |
| --------------------------- | - | - | - | - | - |
| Defensores de Esquiú        | 1 | 2 | 1 | 1 | 1 |
| Independiente (San Antonio) | 2 | 1 | 2 | 5 | 4 |
| Juventud Unida de La Falda  | 4 | 4 | 6 | 3 | 2 |
| La Carrera                  | 4 | 6 | 4 | 4 | 5 |
| La Tercena                  | 6 | 5 | 3 | 2 | 3 |
| Las Pirquitas               | 3 | 3 | 5 | 6 | 6 |

#### Resultados
| Fecha 1              | Fecha 1   | Fecha 1                     | Fecha 1                  | Fecha 1      | Fecha 1 |
| Local                | Resultado | Visita                      | Estadio                  | Fecha        | Hora    |
| -------------------- | --------- | --------------------------- | ------------------------ | ------------ | ------- |
| Las Pirquitas        | 2 - 2     | Independiente (San Antonio) | Primo Antonio Prevedello | 1 de octubre | 14:30   |
| La Carrera           | 0 - 0     | Juventud Unida de La Falda  | Primo Antonio Prevedello | 2 de octubre | 14:30   |
| Defensores de Esquiú | 1 - 0     | La Tercena                  | Primo Antonio Prevedello | 2 de octubre | 18:30   |

| Fecha 2                     | Fecha 2   | Fecha 2              | Fecha 2                  | Fecha 2      | Fecha 2 |
| Local                       | Resultado | Visita               | Estadio                  | Fecha        | Hora    |
| --------------------------- | --------- | -------------------- | ------------------------ | ------------ | ------- |
| Juventud Unida de La Falda  | 1 - 1     | Defensores de Esquiú | Primo Antonio Prevedello | 7 de octubre | 17:00   |
| La Tercena                  | 1 - 1     | Las Pirquitas        | Primo Antonio Prevedello | 8 de octubre | 16:30   |
| Independiente (San Antonio) | 2 - 0     | La Carrera           | Primo Antonio Prevedello | 8 de octubre | 18:30   |

| Fecha 3                    | Fecha 3   | Fecha 3                     | Fecha 3                  | Fecha 3       | Fecha 3 |
| Local                      | Resultado | Visita                      | Estadio                  | Fecha         | Hora    |
| -------------------------- | --------- | --------------------------- | ------------------------ | ------------- | ------- |
| Juventud Unida de La Falda | 0 - 1     | La Tercena                  | Jorge César Vargas       | 14 de octubre | 14:45   |
| La Carrera                 | 3 - 2     | Las Pirquitas               | Primo Antonio Prevedello | 14 de octubre | 15:00   |
| Defensores de Esquiú       | 2 - 1     | Independiente (San Antonio) | Primo Antonio Prevedello | 15 de octubre | 16:30   |

| Fecha 4                     | Fecha 4   | Fecha 4                    | Fecha 4                  | Fecha 4       | Fecha 4 |
| Local                       | Resultado | Visita                     | Estadio                  | Fecha         | Hora    |
| --------------------------- | --------- | -------------------------- | ------------------------ | ------------- | ------- |
| La Carrera                  | 0 - 0     | La Tercena                 | Jorge César Vargas       | 21 de octubre | 15:00   |
| Independiente (San Antonio) | 0 - 1     | Juventud Unida de La Falda | Primo Antonio Prevedello | 21 de octubre | 16:00   |
| Las Pirquitas               | 0 - 0     | Defensores de Esquiú       | Primo Antonio Prevedello | 23 de octubre | 17:00   |

| Fecha 5                    | Fecha 5   | Fecha 5                     | Fecha 5                  | Fecha 5       | Fecha 5 |
| Local                      | Resultado | Visita                      | Estadio                  | Fecha         | Hora    |
| -------------------------- | --------- | --------------------------- | ------------------------ | ------------- | ------- |
| Juventud Unida de La Falda | 1 - 0     | Las Pirquitas               | Primo Antonio Prevedello | 28 de octubre | 15:30   |
| Defensores de Esquiú       | 3 - 2     | La Carrera                  | Defensores de Esquiú     | 28 de octubre | 16:00   |
| La Tercena                 | 1 - 1     | Independiente (San Antonio) | Primo Antonio Prevedello | 29 de octubre | 15:30   |

|  |

### Zona Centro

#### Tabla de posiciones
| Pos. | Equipo                | Pts. | PJ | PG | PE | PP | GF | GC | Dif. |
| ---- | --------------------- | ---- | -- | -- | -- | -- | -- | -- | ---- |
| 1.º  | Coronel Daza          | 15   | 5  | 5  | 0  | 0  | 19 | 3  | 16   |
| 2.º  | La Merced             | 10   | 5  | 3  | 1  | 1  | 9  | 5  | 4    |
| 2.º  | Social San Antonio    | 10   | 5  | 3  | 1  | 1  | 11 | 8  | 3    |
| 4.º  | Villa Dolores         | 6    | 5  | 2  | 0  | 3  | 2  | 9  | −7   |
| 5.º  | Social Rojas          | 3    | 5  | 1  | 0  | 4  | 5  | 13 | −8   |
| 6.º  | Ateneo Mariano Moreno | 0    | 5  | 0  | 0  | 5  | 4  | 12 | −8   |

|  | Clasifican a cuartos de final. |

|  |

#### Evolución de las posiciones
| Equipo / Fecha        | 1 | 2 | 3 | 4 | 5 |
| --------------------- | - | - | - | - | - |
| Ateneo Mariano Moreno | 4 | 5 | 6 | 6 | 6 |
| Coronel Daza          | 3 | 1 | 1 | 1 | 1 |
| La Merced             | 1 | 2 | 2 | 2 | 2 |
| Social Rojas          | 5 | 6 | 4 | 4 | 5 |
| Social San Antonio    | 1 | 2 | 3 | 3 | 3 |
| Villa Dolores         | 5 | 4 | 5 | 5 | 4 |

#### Resultados
| Fecha 1       | Fecha 1   | Fecha 1               | Fecha 1                  | Fecha 1          | Fecha 1 |
| Local         | Resultado | Visita                | Estadio                  | Fecha            | Hora    |
| ------------- | --------- | --------------------- | ------------------------ | ---------------- | ------- |
| Villa Dolores | 0 - 3     | Social San Antonio    | Primo Antonio Prevedello | 30 de septiembre | 16:00   |
| Coronel Daza  | 3 - 1     | Ateneo Mariano Moreno | Primo Antonio Prevedello | 30 de septiembre | 18:00   |
| La Merced     | 3 - 0     | Social Rojas          | Diego Armando Maradona   | 1 de septiembre  | 16:00   |

| Fecha 2               | Fecha 2   | Fecha 2       | Fecha 2                  | Fecha 2      | Fecha 2 |
| Local                 | Resultado | Visita        | Estadio                  | Fecha        | Hora    |
| --------------------- | --------- | ------------- | ------------------------ | ------------ | ------- |
| Ateneo Mariano Moreno | 0 - 1     | Villa Dolores | Jorge César Vargas       | 7 de octubre | 14:30   |
| Social Rojas          | 1 - 3     | Coronel Daza  | Jorge César Vargas       | 7 de octubre | 16:30   |
| Social San Antonio    | 1 - 1     | La Merced     | Primo Antonio Prevedello | 8 de octubre | 14:30   |

| Fecha 3      | Fecha 3   | Fecha 3               | Fecha 3                  | Fecha 3       | Fecha 3 |
| Local        | Resultado | Visita                | Estadio                  | Fecha         | Hora    |
| ------------ | --------- | --------------------- | ------------------------ | ------------- | ------- |
| Coronel Daza | 6 - 1     | Social San Antonio    | Jorge César Vargas       | 14 de octubre | 16:45   |
| La Merced    | 1 - 0     | Villa Dolores         | Diego Armando Maradona   | 15 de octubre | 16:00   |
| Social Rojas | 3 - 1     | Ateneo Mariano Moreno | Primo Antonio Prevedello | 15 de octubre | 18:45   |

| Fecha 4            | Fecha 4   | Fecha 4               | Fecha 4                  | Fecha 4       | Fecha 4 |
| Local              | Resultado | Visita                | Estadio                  | Fecha         | Hora    |
| ------------------ | --------- | --------------------- | ------------------------ | ------------- | ------- |
| Villa Dolores      | 0 - 5     | Coronel Daza          | Jorge César Vargas       | 21 de octubre | 17:00   |
| La Merced          | 4 - 2     | Ateneo Mariano Moreno | Diego Armando Maradona   | 22 de octubre | 16:00   |
| Social San Antonio | 5 - 1     | Social Rojas          | Primo Antonio Prevedello | 23 de octubre | 15:00   |

| Fecha 5               | Fecha 5   | Fecha 5            | Fecha 5                  | Fecha 5       | Fecha 5 |
| Local                 | Resultado | Visita             | Estadio                  | Fecha         | Hora    |
| --------------------- | --------- | ------------------ | ------------------------ | ------------- | ------- |
| Social Rojas          | 0 - 1     | Villa Dolores      | Primo Antonio Prevedello | 27 de octubre | 15:30   |
| Ateneo Mariano Moreno | 0 - 1     | Social San Antonio | Primo Antonio Prevedello | 28 de octubre | 17:30   |
| Coronel Daza          | 2 - 0     | La Merced          | Primo Antonio Prevedello | 29 de octubre | 17:30   |

|  |

### Zona Sur

#### Tabla de posiciones
| Pos. | Equipo                   | Pts. | PJ | PG | PE | PP | GF | GC | Dif. |
| ---- | ------------------------ | ---- | -- | -- | -- | -- | -- | -- | ---- |
| 1.º  | San Martín (El Bañado)   | 15   | 5  | 5  | 0  | 0  | 9  | 1  | 8    |
| 2.º  | Los Sureños              | 8    | 5  | 2  | 2  | 1  | 6  | 2  | 4    |
| 3.º  | Obreros de San Isidro    | 7    | 5  | 2  | 1  | 2  | 5  | 6  | −1   |
| 4.º  | El Auténtico             | 6    | 5  | 2  | 0  | 3  | 10 | 8  | 2    |
| 5.º  | La Estación (Miraflores) | 6    | 5  | 2  | 0  | 3  | 6  | 10 | −4   |
| 6.º  | Deportivo Sumalao        | 1    | 5  | 0  | 1  | 4  | 2  | 11 | −9   |

|  | Clasifican a cuartos de final. |

|  |

#### Evolución de las posiciones
| Equipo / Fecha           | 1 | 2 | 3 | 4 | 5 |
| ------------------------ | - | - | - | - | - |
| Deportivo Sumalao        | 6 | 6 | 6 | 6 | 6 |
| El Auténtico             | 4 | 4 | 4 | 5 | 4 |
| La Estación (Miraflores) | 1 | 2 | 2 | 3 | 5 |
| Los Sureños              | 4 | 3 | 3 | 2 | 2 |
| Obreros de San Isidro    | 2 | 5 | 5 | 4 | 3 |
| San Martín (El Bañado)   | 3 | 1 | 1 | 1 | 1 |

#### Resultados
| Fecha 1               | Fecha 1   | Fecha 1                  | Fecha 1                  | Fecha 1      | Fecha 1 |
| Local                 | Resultado | Visita                   | Estadio                  | Fecha        | Hora    |
| --------------------- | --------- | ------------------------ | ------------------------ | ------------ | ------- |
| Deportivo Sumalao     | 0 - 3     | La Estación (Miraflores) | Primo Antonio Prevedello | 1 de octubre | 16:30   |
| Los Sureños           | 0 - 1     | San Martín (El Bañado)   | Primo Antonio Prevedello | 1 de octubre | 18:30   |
| Obreros de San Isidro | 1 - 0     | El Auténtico             | Primo Antonio Prevedello | 2 de octubre | 16:30   |

| Fecha 2                  | Fecha 2   | Fecha 2               | Fecha 2                  | Fecha 2      | Fecha 2 |
| Local                    | Resultado | Visita                | Estadio                  | Fecha        | Hora    |
| ------------------------ | --------- | --------------------- | ------------------------ | ------------ | ------- |
| La Estación (Miraflores) | 0 - 2     | Los Sureños           | Primo Antonio Prevedello | 7 de octubre | 15:00   |
| El Auténtico             | 3 - 2     | Deportivo Sumalao     | Primo Antonio Prevedello | 9 de octubre | 16:00   |
| San Martín (El Bañado)   | 2 - 0     | Obreros de San Isidro | Primo Antonio Prevedello | 9 de octubre | 18:00   |

| Fecha 3                | Fecha 3   | Fecha 3                  | Fecha 3                  | Fecha 3       | Fecha 3 |
| Local                  | Resultado | Visita                   | Estadio                  | Fecha         | Hora    |
| ---------------------- | --------- | ------------------------ | ------------------------ | ------------- | ------- |
| San Martín (El Bañado) | 2 - 1     | El Auténtico             | Primo Antonio Prevedello | 12 de octubre | 17:00   |
| Obreros de San Isidro  | 0 - 3     | La Estación (Miraflores) | Primo Antonio Prevedello | 14 de octubre | 17:00   |
| Los Sureños            | 0 - 0     | Deportivo Sumalao        | Primo Antonio Prevedello | 15 de octubre | 14:30   |

| Fecha 4                  | Fecha 4   | Fecha 4                | Fecha 4                  | Fecha 4       | Fecha 4 |
| Local                    | Resultado | Visita                 | Estadio                  | Fecha         | Hora    |
| ------------------------ | --------- | ---------------------- | ------------------------ | ------------- | ------- |
| La Estación (Miraflores) | 0 - 2     | San Martín (El Bañado) | Primo Antonio Prevedello | 19 de octubre | 18:00   |
| Deportivo Sumalao        | 0 - 3     | Obreros de San Isidro  | Primo Antonio Prevedello | 21 de octubre | 18:00   |
| Los Sureños              | 3 - 0     | El Auténtico           | Primo Antonio Prevedello | 27 de octubre | 18:00   |

| Fecha 5                | Fecha 5   | Fecha 5                  | Fecha 5                  | Fecha 5       | Fecha 5 |
| Local                  | Resultado | Visita                   | Estadio                  | Fecha         | Hora    |
| ---------------------- | --------- | ------------------------ | ------------------------ | ------------- | ------- |
| San Martín (El Bañado) | 2 - 0     | Deportivo Sumalao        | Primo Antonio Prevedello | 25 de octubre | 17:00   |
| El Auténtico           | 6 - 0     | La Estación (Miraflores) | Primo Antonio Prevedello | 30 de octubre | 15:30   |
| Obreros de San Isidro  | 1 - 1     | Los Sureños              | Primo Antonio Prevedello | 30 de octubre | 17:30   |

|  |

### Tabla de terceros
| Pos. | Equipo                | Pts. | PJ | PG | PE | PP | GF | GC | Dif. |
| ---- | --------------------- | ---- | -- | -- | -- | -- | -- | -- | ---- |
| 1.º  | Social San Antonio    | 10   | 5  | 3  | 1  | 1  | 11 | 8  | 3    |
| 2.º  | Obreros de San Isidro | 7    | 5  | 2  | 1  | 2  | 5  | 6  | −1   |
| 3.º  | La Tercena            | 6    | 5  | 1  | 3  | 1  | 3  | 3  | 0    |

|  | Clasifican a cuartos de final. |

## Fase eliminatoria

### Cuadro de desarrollo
|  | Cuartos de final           | Cuartos de final           | Cuartos de final           |                            |              | Semifinales           | Semifinales           | Semifinales           |  |              | Final           | Final           | Final           |  |
|  | 4 al 9 de noviembre        | 4 al 9 de noviembre        | 4 al 9 de noviembre        |                            |              | 12 al 16 de noviembre | 12 al 16 de noviembre | 12 al 16 de noviembre |  |              | 20 de noviembre | 20 de noviembre | 20 de noviembre |  |
|  |                            |                            |                            |                            |              |                       |                       |                       |  |              |                 |                 |                 |  |
|  |                            |                            |                            |                            |              |                       |                       |                       |  |              |                 |                 |                 |  |
|  | La Merced                  | La Merced                  | 3                          |                            |              |                       |                       |                       |  |              |                 |                 |                 |  |
|  | La Merced                  | La Merced                  | 3                          |                            |              |                       |                       |                       |  |              |                 |                 |                 |  |
|  | Social San Antonio         | Social San Antonio         | 1                          |                            |              |                       |                       |                       |  |              |                 |                 |                 |  |
|  | Social San Antonio         | Social San Antonio         | 1                          |                            | La Merced    | La Merced             | 1                     |                       |  |              |                 |                 |                 |  |
|  |                            |                            |                            |                            | La Merced    | La Merced             | 1                     |                       |  |              |                 |                 |                 |  |
|  |                            |                            | Juventud Unida de La Falda | Juventud Unida de La Falda | 0            |                       |                       |                       |  |              |                 |                 |                 |  |
|  | Juventud Unida de La Falda | Juventud Unida de La Falda | Juventud Unida de La Falda | Juventud Unida de La Falda | 0            | 1                     |                       |                       |  |              |                 |                 |                 |  |
|  | Juventud Unida de La Falda | Juventud Unida de La Falda |                            |                            |              |                       |                       |                       |  |              |                 |                 |                 |  |
|  | Obreros de San Isidro      | Obreros de San Isidro      | 0                          |                            |              |                       |                       |                       |  |              |                 |                 |                 |  |
|  | Obreros de San Isidro      | Obreros de San Isidro      | 0                          |                            |              |                       |                       |                       |  | Coronel Daza | Coronel Daza    | 4               |                 |  |
|  |                            |                            |                            |                            |              |                       |                       |                       |  | Coronel Daza | Coronel Daza    | 4               |                 |  |
|  |                            |                            | La Merced                  | La Merced                  | 2            |                       |                       |                       |  |              |                 |                 |                 |  |
|  | San Martín (El Bañado)     | San Martín (El Bañado)     | La Merced                  | La Merced                  | 2            | 2                     |                       |                       |  |              |                 |                 |                 |  |
|  | San Martín (El Bañado)     | San Martín (El Bañado)     |                            |                            |              |                       |                       |                       |  |              |                 |                 |                 |  |
|  | Los Sureños                | Los Sureños                | 0                          |                            |              |                       |                       |                       |  |              |                 |                 |                 |  |
|  | Los Sureños                | Los Sureños                | 0                          |                            | Coronel Daza | Coronel Daza          | 1                     |                       |  |              |                 |                 |                 |  |
|  |                            |                            |                            |                            | Coronel Daza | Coronel Daza          | 1                     |                       |  |              |                 |                 |                 |  |
|  |                            |                            | San Martín (El Bañado)     | San Martín (El Bañado)     | 0            |                       |                       |                       |  |              |                 |                 |                 |  |
|  | Coronel Daza               | Coronel Daza               | San Martín (El Bañado)     | San Martín (El Bañado)     | 0            | 4                     |                       |                       |  |              |                 |                 |                 |  |
|  | Coronel Daza               | Coronel Daza               |                            |                            |              |                       |                       |                       |  |              |                 |                 |                 |  |
|  | Defensores de Esquiú       | Defensores de Esquiú       | 1                          |                            |              |                       |                       |                       |  |              |                 |                 |                 |  |
|  | Defensores de Esquiú       | Defensores de Esquiú       | 1                          |                            |              |                       |                       |                       |  |              |                 |                 |                 |  |
|  |                            |                            |                            |                            |              |                       |                       |                       |  |              |                 |                 |                 |  |

### Cuartos de final
| 4 de noviembre, 16:00 | La Merced                                                            | 3 - 1   | Social San Antonio | Primo Antonio Prevedello, San Isidro |                         |
|                       | Tadeo Roldán 32' · Darío de La Vega 43' · Luciano Córdoba 46' (a.g.) | Reporte | 67' José Martínez  | Árbitro(s): Juan Rivero              | Árbitro(s): Juan Rivero |

| 4 de noviembre, 18:00 | Juventud Unida (LF)  | 1 - 0   | Obreros de San Isidro | Primo Antonio Prevedello, San Isidro |                           |
|                       | Alejandro Zurita 32' | Reporte |                       | Árbitro(s): Federico Cano            | Árbitro(s): Federico Cano |

| 6 de noviembre, 17:00 | Coronel Daza                                                                     | 4 - 1   | Defensores de Esquiú | Primo Antonio Prevedello, San Isidro |                                      |
|                       | Hoel Ibáñez 49' · Juan Cruz Tapia 64' · Héctor Acosta 75' · Ángel Bustamante 80' | Reporte | 85' Exequiel Moreno  | Árbitro(s): Maximiliano Silcán Jérez | Árbitro(s): Maximiliano Silcán Jérez |

| 9 de noviembre, 17:00 | San Martín (EB)                   | 2 - 0   | Los Sureños | Primo Antonio Prevedello, San Isidro |                             |
|                       | Braian Cano 17' · Saúl Castro 71' | Reporte |             | Árbitro(s): Hernán Palacios          | Árbitro(s): Hernán Palacios |

### Semifinales
| 12 de noviembre, 17:30 | La Merced             | 1 - 0   | Juventud Unida (LF) | Primo Antonio Prevedello, San Isidro |  |
|                        | Francisco Coronel 49' | Reporte |                     |                                      |  |

| 16 de noviembre, 17:30 | Coronel Daza             | 1 - 0 | San Martín (EB) | Primo Antonio Prevedello, San Isidro |  |
|                        | Héctor Acosta 38' (pen.) |       |                 |                                      |  |

### Tercer y Cuarto Puesto
| 21 de noviembre, 17:00 | San Martín (EB) | 1 - 0   | Juventud Unida (LF) | Bicentenario, Catamarca |                         |
|                        | Saúl Castro 48' | Reporte |                     | Árbitro(s): Carlos Díaz | Árbitro(s): Carlos Díaz |

### Final
| 21 de noviembre, 20:00 | Coronel Daza                                                                          | 4 - 2   | La Merced                                    | Bicentenario, Catamarca        |                                |
|                        | Gabriel Carreño 16' · Lucas Rivas 38' · Hoel Ibáñez 68' (pen.) · Ángel Bustamante 77' | Reporte | 12' Darío de La Vega · 46' Francisco Coronel | Árbitro(s): Martín Barrionuevo | Árbitro(s): Martín Barrionuevo |

## Estadísticas

### Goleadores
| Jugador                                | Equipo             | Goles |
| -------------------------------------- | ------------------ | ----- |
| Ángel Bustamante                       | Coronel Daza       | 7     |
| Héctor Acosta                          | Coronel Daza       | 6     |
| Facundo Carreño                        | Social San Antonio | 5     |
| Francisco Coronel                      | La Merced          | 5     |
| Gabriel Carreño                        | Coronel Daza       | 5     |
| Juan Cruz Tapia                        | Coronel Daza       | 5     |
| Actualizado al 21 de noviembre de 2022 |                    |       |

| Luis Moya                | Los Sureños                 | 4 |
| Nahuel Córdoba           | Social San Antonio          | 4 |
| Enzo Segura              | San Martín (El Bañado)      | 3 |
| Gastón Medina            | La Estación (Miraflores)    | 3 |
| Alex Miranda             | El Auténtico                | 2 |
| Carlos Nieva             | La Carrera                  | 2 |
| Damián Lencina           | La Merced                   | 2 |
| Darío de La Vega         | La Merced                   | 2 |
| Edgar Veliz              | Independiente (San Antonio) | 2 |
| Hoel Ibáñez              | Coronel Daza                | 2 |
| Jonathan Fernández       | Obreros de San Isidro       | 2 |
| Jorge Soria              | El Auténtico                | 2 |
| Juan Novillo             | Coronel Daza                | 2 |
| Leonardo Ponce           | Villa Dolores               | 2 |
| Luis Giménez             | El Auténtico                | 2 |
| Maximiliano Nieva        | La Carrera                  | 2 |
| René Romero              | Juventud Unida de La Falda  | 2 |
| Saúl Castro              | San Martín (El Bañado)      | 2 |
| Sergio Álamo             | Las Pirquitas               | 2 |
| Adrián Robledo           | La Estación (Miraflores)    | 1 |
| Agustín González         | La Tercena                  | 1 |
| Alejandro Zurita         | Juventud Unida de La Falda  | 1 |
| Alexis Brizuela          | San Martín (El Bañado)      | 1 |
| Andrés Lencina           | La Merced                   | 1 |
| Arnaldo Acosta           | Social Rojas                | 1 |
| Braian Cano              | San Martín (El Bañado)      | 1 |
| Brian Denett             | El Auténtico                | 1 |
| Brian Sachett            | Independiente (San Antonio) | 1 |
| Daniel Leguizamón        | Independiente (San Antonio) | 1 |
| Darío Robledo            | La Estación (Miraflores)    | 1 |
| Diego Avellaneda         | Obreros de San Isidro       | 1 |
| Edgar Figueroa           | Deportivo Sumalao           | 1 |
| Enzo Olas                | Las Pirquitas               | 1 |
| Enzo Ortega              | Independiente (San Antonio) | 1 |
| Erik Martínez Acosta     | Defensores de Esquiú        | 1 |
| Exequiel Moreno          | Defensores de Esquiú        | 1 |
| Fabricio Luna            | La Carrera                  | 1 |
| Facundo Guerrero         | La Merced                   | 1 |
| Facundo Ibarra           | Deportivo Sumalao           | 1 |
| Facundo Sandobal Sánchez | Juventud Unida de La Falda  | 1 |
| Facundo Sosa             | Defensores de Esquiú        | 1 |
| Facundo Torres           | Obreros de San Isidro       | 1 |
| Federico Berrondo        | Ateneo Mariano Moreno       | 1 |
| Fernando Flores          | Ateneo Mariano Moreno       | 1 |
| Fernando Reinoso         | Defensores de Esquiú        | 1 |
| Franco Agüero            | San Martín (El Bañado)      | 1 |
| Franco Tapia             | Los Sureños                 | 1 |
| Gabriel Cano             | San Martín (El Bañado)      | 1 |
| Gonzalo Rearte           | El Auténtico                | 1 |
| Héctor Olea              | Social San Antonio          | 1 |
| Ignacio Hidalgo          | Las Pirquitas               | 1 |
| Jeremías Pereyra Vildoza | San Martín (El Bañado)      | 1 |
| Jonathan Rinaudo         | Social Rojas                | 1 |
| José Martínez            | Social San Antonio          | 1 |
| Julián Castro            | Las Pirquitas               | 1 |
| Lautaro Canciani         | La Tercena                  | 1 |
| Lucas Rivas              | Coronel Daza                | 1 |
| Luciano Bazán            | San Martín (El Bañado)      | 1 |
| Luciano Córdoba          | Social San Antonio          | 1 |
| Luis Bustos              | San Martín (El Bañado)      | 1 |
| Luis Elizalde            | Independiente (San Antonio) | 1 |
| Marcelo Cárdenas         | La Merced                   | 1 |
| Martínez                 | Obreros de San Isidro       | 1 |
| Nelson Grandin           | Ateneo Mariano Moreno       | 1 |
| Pablo Emanuel Rivera     | Defensores de Esquiú        | 1 |
| Paulo Chazampi           | Defensores de Esquiú        | 1 |
| Raúl Martínez            | Defensores de Esquiú        | 1 |
| Rodolfo Millicay         | La Estación (Miraflores)    | 1 |
| Rubén Avellaneda         | El Auténtico                | 1 |
| Santiago Chazarreta      | Los Sureños                 | 1 |
| Tadeo Roldán             | La Merced                   | 1 |
| Thiago Barrionuevo       | El Auténtico                | 1 |
| Thiago Roldán            | La Merced                   | 1 |
| Uriel Garribia           | Defensores de Esquiú        | 1 |
| Walter Aroca             | La Tercena                  | 1 |
| Wilson Moreno            | Coronel Daza                | 1 |

### Autogoles
| Jugador         | Equipo             | Anot. | Jornada          |
| --------------- | ------------------ | ----- | ---------------- |
| Luciano Córdoba | Social San Antonio | 1     | Cuartos de final |

### Clasificación general
Las tablas de rendimiento no reflejan la clasificación final de los equipos, sino que muestran el rendimiento de los mismos atendiendo a la ronda final alcanzada.
Si algún partido se define mediante tiros de penal, el resultado final del juego se considera empate.
El rendimiento corresponde a la proporción de puntos obtenidos sobre el total de puntos disputados.
| Pos. | Equipos                     | Pts. | PJ | PG | PE | PP | GF | GC | Dif | Rend. |
| ---- | --------------------------- | ---- | -- | -- | -- | -- | -- | -- | --- | ----- |
| 1    | Coronel Daza                | 24   | 8  | 8  | 0  | 0  | 28 | 6  | 22  | 100%  |
| 2    | La Merced                   | 16   | 8  | 5  | 1  | 2  | 15 | 10 | 5   | 66.7% |
| 3    | San Martín (El Bañado)      | 21   | 8  | 7  | 0  | 1  | 12 | 2  | 10  | 87.5% |
| 4    | Juventud Unida de La Falda  | 11   | 8  | 3  | 2  | 3  | 4  | 4  | 0   | 45.8% |
| 5    | Defensores de Esquiú        | 11   | 6  | 3  | 2  | 1  | 8  | 8  | 0   | 61.1% |
| 6    | Social San Antonio          | 10   | 6  | 3  | 1  | 2  | 12 | 11 | 1   | 55.6% |
| 7    | Los Sureños                 | 8    | 6  | 2  | 2  | 2  | 6  | 4  | 2   | 44.4% |
| 8    | Obreros de San Isidro       | 7    | 6  | 2  | 1  | 3  | 5  | 7  | -2  | 38.9% |
| 9    | El Auténtico                | 6    | 5  | 2  | 0  | 3  | 10 | 8  | 2   | 40%   |
| 10   | La Tercena                  | 6    | 5  | 1  | 3  | 1  | 3  | 3  | 0   | 40%   |
| 11   | La Estación (Miraflores)    | 6    | 5  | 2  | 0  | 3  | 6  | 10 | -4  | 40%   |
| 12   | Villa Dolores               | 6    | 5  | 2  | 0  | 3  | 2  | 9  | -7  | 40%   |
| 13   | Independiente (San Antonio) | 5    | 5  | 1  | 2  | 2  | 5  | 5  | 0   | 33.3% |
| 14   | La Carrera                  | 5    | 5  | 1  | 2  | 2  | 5  | 7  | -2  | 33.3% |
| 15   | Las Pirquitas               | 3    | 5  | 0  | 3  | 2  | 5  | 7  | -2  | 20%   |
| 16   | Social Rojas                | 3    | 5  | 1  | 0  | 4  | 5  | 13 | -8  | 20%   |
| 17   | Deportivo Sumalao           | 1    | 5  | 0  | 1  | 4  | 2  | 11 | -9  | 6.7%  |
| 18   | Ateneo Mariano Moreno       | 0    | 5  | 0  | 0  | 5  | 4  | 12 | -8  | 0%    |